# Oberwichterich
Oberwichterich ist ein Stadtteil von Euskirchen im Kreis Euskirchen, Nordrhein-Westfalen.

## Geschichte
Der Ort Oberwichterich bildete mit Irresheim und Frauenberg im 19. Jahrhundert eine „Freie Herrlichkeit des jülich’schen Landes“ in der Bürgermeisterei Frauenberg.
Am 1. Juli 1969 wurde Oberwichterich nach Euskirchen umgegliedert.
Am 31. Dezember 2017 hatte Oberwichterich 313 Einwohner.

## Denkmale
In die Denkmalliste eingetragen sind:
- Wegekreuz aus dem 19. Jahrhundert in der Straße „Auf der Krummen“
- Wegekreuz aus dem 19. Jahrhundert an der Landstraße 264
- Fachwerkhofanlage aus dem 18./19. Jahrhundert in der Oberwichterichstraße
- Dorfkreuz von 1840 in der Oberwichterichstraße

## Infrastruktur
Am südlichen Ortsrand verläuft die Landstraße 264. Die Landstraße 61 ist die Hauptdurchgangsstraße im Ort. In der Nähe befindet sich die Autobahnabfahrt Euskirchen der A 1.
Die VRS-Buslinie 807 der RVK verbindet den Ort mit Euskirchen und Erftstadt. Zusätzlich verkehren einzelne Fahrten der auf den Schülerverkehr ausgerichteten Linie 733 der SVE.
| Linie | Betreiber | Verlauf |
| ----- | --------- | --- |
| 733   | SVE       | Schülerverkehr Euskirchen: Wißkirchen – Euenheim / (Oberwichterich → Frauenberg →) Elsig (← Frauenberg ← Oberwichterich) – Euskirchen |
| 807   | RVK       | Euskirchen Bf – Frauenberg – Oberwichterich / (← Oberelvenich ← Rövenich ← Niederelvenich) – Wichterich – Mülheim – Niederberg – Borr – (Scheuren ← Weiler in der Ebene ← Erp ←) Friesheim – Ahrem – Lechenich – Frauenthal – Liblar – Erftstadt Bf |
| 865   | SVE       | Euskirchen Bf – Frauenberg – Oberwichterich |

Circa 1,5 Kilometer nordöstlich von Oberwichterich steht der Windpark Zülpich mit sieben Windrädern und der Windpark Weilerswist mit zehn Windrädern.

## Persönlichkeiten
- Daniel von Wichtrich (um 1290–1364), katholischer Geistlicher, Bischof von Verden

## Sonstiges
Oberwichterich teilt sich ein Dorfgemeinschaftshaus mit dem benachbarten Ortsteil Frauenberg.
Am Oberwichtericher Ortseingang, wo sich die L61 und die Oberwichterichstraße treffen, wurden zwischen den Jahren 2010 und 2012 drei Kunstwerke aufgestellt, die Oberwichtericher Zeitzeichen. Dies sind Kegel aus Betonsteinen mit Fingerabdrücken auf der Außenseite und Erinnerungsstücken im Kegel vom Künstler Peter Hermes.